# Stade Municipal de Lubumbashi
Lo Stade Municipal de Lubumbashi è uno Stadio situato a Lubumbashi, in Congo. Lo stadio è il terzo più capiente di tutto il Congo. Lo stadio ospita le partite casalinghe dello Tout Puissant Mazembe. Ha una capienza di 35 000 persone.